# Lowell-Gletscher
Der Lowell-Gletscher ist ein etwa 60 km langer Auslassgletscher des Kluane Icefield im Osten der Eliaskette im kanadischen Territorium Yukon.
Der im Kluane-Nationalpark gelegene Gletscher strömt im unteren Abschnitt in östlicher Richtung und weist dort eine Breite von 3,4 km auf. Er endet auf einer Höhe von 480 m am Lowell Lake, der vom Alsek River in südlicher Richtung durchflossen wird.
Der Gletscher stieß in den letzten 3000 Jahren mindestens fünfmal bis zum Goatherd Mountain vor, so dass er den Abfluss des Alsek River blockierte und sich dadurch jeweils ein großer Stausee oberstrom bildete. Dieses Phänomen wird als „Neoglazialer Alseksee“ bezeichnet. Es kam jedes Mal zu einem Bruch des natürlichen Damms und zu einer plötzlichen Entleerung des Stausees mit einer Sturzflut im abstrom gelegenen Gebiet. Das letzte Mal geschah dies um das Jahr 1850 am Ende der Kleinen Eiszeit.